# Salamonde
Salamonde is een plaats (freguesia) in de Portugese gemeente Vieira do Minho en telt 484 inwoners (2001).